# Luís Delgado
Luís Manuel Ferreira Delgado (Luanda 1 de Novembro 1979) é um futebolista angolano que joga como lateral-esquerdo. 

## Carreira
Jogou pelo Petro Atletico e Primeiro de Agosto, dois grandes times rivais entre si e os dois maiores clubes do futebol angolano. 
É um membro da seleção nacional, e foi convocado para a Copa do Mundo de 2006. Após ter feito boas partidas durante a Copa do Mundo, Delgado foi transferido para o clube francês FC Metz.
Com a promoção do clube francês para a Liga Francesa, Delgado será o primeiro jogador angolano a jogar na principal liga francesa.